# Свідлов Юрій Іванович
Ю́рій Іва́нович Свідлов (нар. 31 жовтня 1961) — радянський та український військовик, генерал-майор, кандидат військових наук, доцент, начальник Державного ліцею-інтернату з посиленою військово-фізичною підготовкою «Кадетський корпус імені І. Г. Харитоненка» (з 2007 року), екс-начальник інституту ракетних військ і артилерії імені Б. Хмельницького Сумського державного університету (2005—2007). Учасник бойових дій в Афганістані. Лицар ордена Богдана Хмельницького III ступеня, кавалер ордена «За заслуги» III ступеня та ордена Червоної Зірки.

## Життєпис
Юрій Свідлов — випускник Сумського вищого артилерійського командного училища імені Фрунзе 1982 року. Учасник бойових дій у Афганістані, удостоєний ордена Червоної Зірки. У 1992 році закінчив командний факультет Військової артилерійської академії ім. М. Калініна у Санкт-Петербурзі. У 2011 році закінчив Сумський обласний інститут післядипломної педагогічної освіти і здобув кваліфікацію керівник навчального закладу.
11 жовтня 2005 року Юрія Свідлова було призначено на посаду начальника інституту ракетних військ і артилерії імені Б. Хмельницького Сумського державного інституту. 5 квітня 2007 його було відсторонено від виконання обов'язків через притягнення до кримінальної відповідальності за посадові злочини (ч.1 ст. 426 КК України «Бездіяльність військової влади», ч.1 ст. 424 КК України «Перевищення військовою посадовою особою влади чи посадових повноважень»). Наказом командуючого Сухопутними військами ЗС України № 281 від 23 травня 2007 року полковнику Свідлову було винесено сувору догану. 27 вересня 2007 року наказом №580 командувача сухопутних військ ЗС України на підставі постанови про закриття провадження військового апеляційного суду Центрального регіону від 6 вересня 2007 року наказ командувача Сухопутних військ ЗС України від 5 квітня 2007 року №189 "Про усунення від виконання службових обов’язків полковника Свідлова Ю.І." було скасовано.
25 грудня 2007 року рішенням Сумської обласної ради Свідлова було призначено начальником новоствореного комунального закладу «Сумський ліцей з посиленою військово-фізичною підготовкою ім. І. Г. Харитоненка». 8 вересня 2011 року на базі ліцею було створено кадетський корпус.
З 2006 по 2010 рік входив до складу Сумської міської ради V скликання, як представник НСНУ. На виборах до Сумської обласної ради 2010 року входив до першої п'ятірки партії «Справедливість».
24 серпня 2013 року полковнику Свідлову було присвоєно звання «генерал-майор».

##### Критика
У травні 2017 року опбліковано журналістське розслідування про схему обходу системи Prozorro, що діяла у ліцеї, який очолював Юрій Свідлов. Схема полягала у підписанні договорів закупівлі масла для потреб закладу за ціною, нижчою за, навіть, собівартість. Проте в подальшому, за рахунок укладання додаткових угод з відповідним підприємцем щодо кожної наступнох партії, ціна за одиницю товару збільшувалась без зміни суми договору поставки, зменшуючи при цьому обсяг поставки .
Також у 2017 році за результатами проведеної перевірки щодо дотримання керівником ліцею Юрієм Свідловим вимог антикорупційного законодавства стосовно нього Національною поліцією України було складено та направлено до суду 2 протоколи про вчинення правопорушень повʼязаних з корупцією (не повідомлення в установлених законом порядку про наявність реального конфлікту інтересів, вчинення дій в умовах реального конфлікту інтересів, направлення подання про присвоєння військового звання «полковник» достроково та в 2015-2016 роках та видачу наказів про преміювання підлеглих, у тому числі свого пасинка Андрія Сидоренка). Відомо, що після судового рішення пасинок Юрія Свідлова продовжив службу у ліцеї у підпорядкуванні свого вітчима і у 2021 році. будучи на посаді заступника керівника ліцею був затриманий за ч.3 ст. 368 КК України (прийняття пропозиції, обіцянки або одержання неправомірної вигоди) співробітниками ДБР .

## Нагороди
- Орден «За заслуги» III ступеня (5 жовтня 2012) — за значний особистий внесок у розвиток національної освіти, підготовку кваліфікованих фахівців, багаторічну плідну педагогічну діяльність, високий професіоналізм[9]
- Орден Богдана Хмельницького III ступеня (8 лютого 2010) — за вагомий особистий внесок у розвиток ветеранського руху, мужність і самовідданість, виявлені під час виконання військового обов'язку, патріотичне виховання молоді та з нагоди Дня вшанування учасників бойових дій на території інших держав[10]
- Медаль «Захиснику Вітчизни»
- Медаль Жукова
- Пам'ятна медаль «25 років виведення військ з Афганістану»
- Пам'ятний знак «За воїнську доблесть»
- Нагрудний знак «За військову доблесть»
- Нагрудний знак «Знак пошани»
- Відзнака «Ветеран військової служби»
- Медаль «15 років Збройним Силам України»
- Орден Червоної Зірки
- Медаль «70 років Збройних Сил СРСР»
- Медаль «За бездоганну службу» III ступеня (СРСР)
- Нагрудний знак «Воїну-інтернаціоналісту»
- Медаль «Воїну-інтернаціоналісту від вдячного афганського народу»

## Вибрана бібліографія
- Свідлов Ю.І., Ляпа М.М., Мазуренко В.О та ін. Організація і проведення вогневої підготовки / Військовий ін-т ракетних військ і артилерії Сумського держ. ун-ту. — Суми : СумДУ, 2007. — 319 с. — ISBN 978-966-657-133-8.
- Свідлов Ю.І. та ін. Блокнот командира артилерійської батареї / Військовий ін-т ракетних військ і артилерії Сумського держ. ун-ту. — Суми : СумДУ, 2007. — 85 с. — ISBN 978-966-657-119-2.
- Свідлов Ю.І. та ін. Засоби радіозв'язку командирських машин управління / Військовий ін-т ракетних військ і артилерії Сумського держ. ун-ту. — Суми : СумДУ, 2006. — 60 с. — ISBN 966-657-051-3.
- Свідлов Ю.І., Кормілець С.В., Томенко О.А. Фізична культура в кадетському корпусі та військових ліцеях. — Сімферополь : Кримополіграфпапір, 2013. — 206 с. — ISBN 978-966-97039-2-7.
- Свідлов Ю.І. Кадетська освіта і виховання — ефективна система підготовки молоді до державної служби з дитинства на кращих військово-патріотичних традиціях / Департамент військ. освіти та науки М-ва оборони України. — Суми, 2013. — 108 с.